# ベルリン国際映画祭

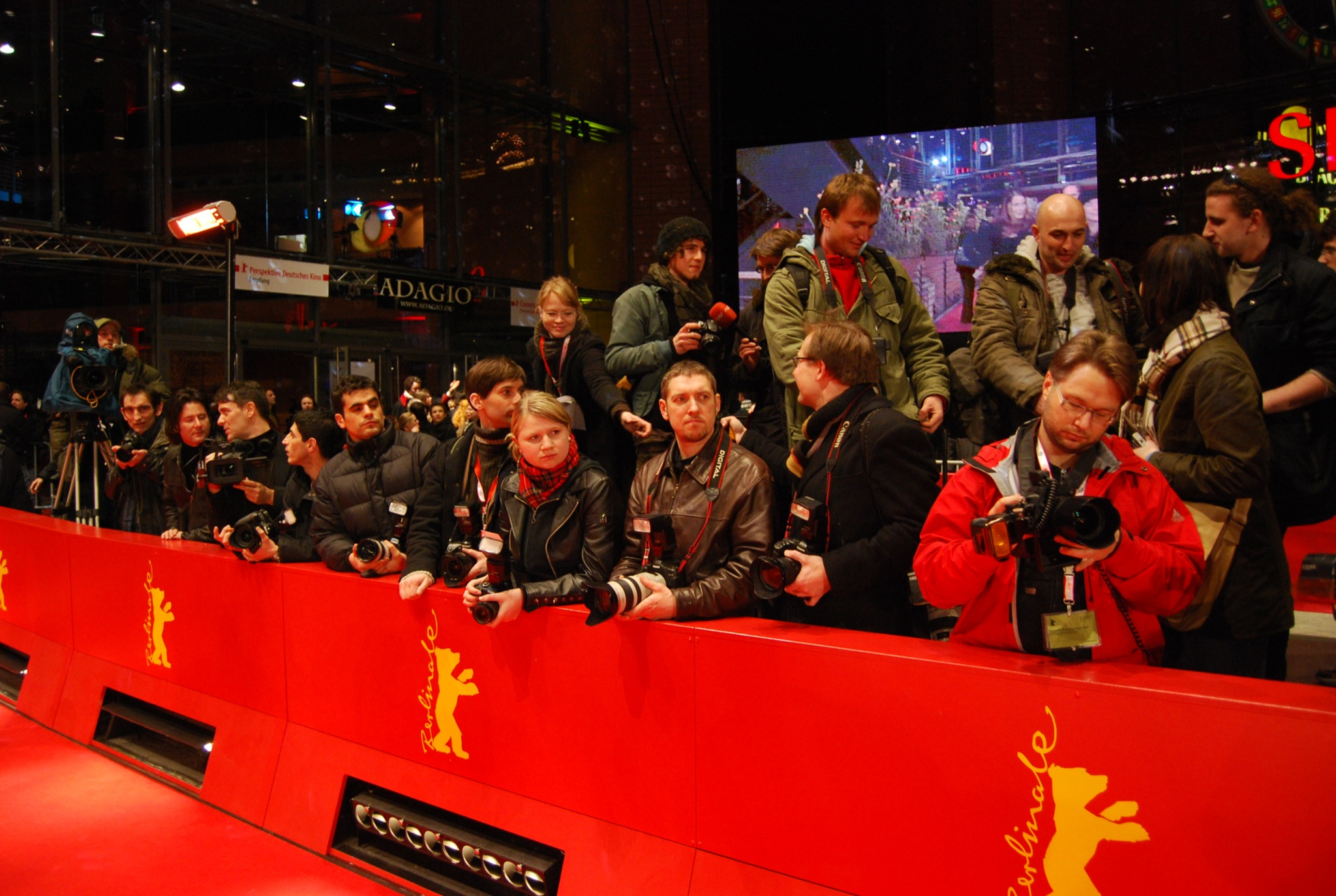

ベルリン国際映画祭（ベルリンこくさいえいがさい、独: Internationale Filmfestspiele Berlin, 1951年 - ）は、ドイツのベルリンで毎年2月に開催される国際映画製作者連盟（FIAPF）公認の国際映画祭。カンヌ国際映画祭、ヴェネツィア国際映画祭と並び世界三大映画祭のひとつに数えられる。ドイツではベルリナーレ（Berlinale）と呼ばれることが多い。

## 概要
他の映画祭と比べると社会派の作品が集まる傾向がある。また、近年は新人監督の発掘に力を注いでいる。
最高賞は作品賞にあたる金熊賞（Goldener Bär ゴルデナー・ベール）。この賞の名は熊がベルリン市の紋章であることにちなむ。
FIAPF公認の国際映画祭中、2006年の上映作品数は第7位（360本）、来場者数は第1位（418,000人）であった。三大映画祭では唯一大都市で開催されている（ベルリンは人口360万、ヴェネツイアは26万、カンヌは7万）ことが来場者数の多さにつながっている。
2014年版開催終了時点で、10日間の期間中に販売した一般入場券が33万枚を突破し、「世界最大の映画祭」であると映画祭責任者のディーター・コスリックによって発表された。

## 歴史
1951年に映画史家のアルフレッド・バウアーをディレクターに開催されたのが起こり。第二次世界大戦前に芸術の都として栄えたベルリンの西側の拠点であり、東側の中にある当時の西ベルリンにて西側の芸術文化をアピールしたいという政治的意図があったとされる。1955年にFIAPFに公式に認められた。当初は東側の作品は除かれており、ソ連の初参加は1974年である。
バウアーの引退後、1976年にヴォルフ・ドナーが第2代のディレクターに就任する。ドナーは夏開催であった本映画祭を2月開催に変更した。1980年に第3代ディレクターとしてモーリッツ・デ・ハデルンが就任する。ハデルンはハリウッド映画に重点をおくセレクションを映画祭にもたらした。1994年には、映画にも及んだGATTの貿易対立で、アメリカ側が映画祭をボイコットする騒ぎとなり、ハリウッド重視の方針により大きな影響を受けた。2000年にハデルンはディレクターを解任され、2001年で退任。2002年からはディーター・コスリックが第4代ディレクターとなっている。

## 部門
ベルリナーレにはコンペティション部門、パノラマ部門、エンカウンターズ部門(第70回より追加）、ジェネレーション(青少年映画）部門、レトルスペクティブ部門、ドイツ映画部門、フォーラム(部門)、の７つの公式部門がある。それぞれに部門にディレクターがおり、コンペティション部門、パノラマ部門、エンカウンターズ部門などはベルリナーレ本部が運営しているが、フォーラム(部門)は実際は本部とは別の独立した組織が運営している。その他、2004年から始まったベルリナーレ・スペシャルや、映画を売り買いするヨーロピアン・フィルム・マーケット (Europian Film Market) なども開催されている。
コンペティション部門
世界中から優れた映画作品が集められ、最優秀賞である金熊賞などが授与される。コンペティション部門にノミネートされるには、ワールドプレミア(世界初映）もしくはインターナショナルプレミア(製作国以外で初映）が必要となる。
パノラマ部門
コンペティション部門から外れたもの、もしくはワールドプレミアおよびインターナショナルプレミアではない優れた作品を上映する。のちに名をなす監督のデビュー作がこの部門で紹介されたことも多い。作品のテーマ、質ともにかなり幅広いのが特徴である。ドキュメンタリー映画が上映されることも多い。
エンカウンターズ部門
2020年の第70回から新たに作られた部門。優れたインディペンデント作品や新人作家の発掘に重きをおいている。カンヌのある視点部門、ヴェネチアのオリゾンティ部門に近い部門である。
ジェネレーション部門
1978年からあったが、2007年から2つに分かれることになった。子供が主人公であり、子供を題材に扱った作品が選ばれる。Generation Kplusは4歳以上が対象で、11人の子どもの審査員によって最優秀賞が選ばれる。Generation 14plusは14歳以上が対象で、7人の子どもの審査員によって最優秀賞が選ばれる。
レトロスペクティブ部門
1977年からドイツ・キネマテークの運営で行われており、過去に制作された優れた作品を上映している。毎年テーマが決められ、特定の監督をフィーチャーする場合もある。
フォーラム(部門)
当初は若手監督の支援を目的に始まり、名前も以前は「ヤング・フォーラム」であったため、新人の作品が多く上映される。また、アヴァンギャルド映画、実験映画、ルポルタージュの上映、埋もれていた過去の優れた作品を再上映することもある。フォーラム「部門」と紹介されることが多いが、実際はベルリナーレ本部とは別の独立した事業、組織で運営されている。

## 賞
- 金熊賞：最高賞 (Golden Bear / Goldener Berliner Bär )
- 金熊名誉賞 (Golden Bear – Honorary Award / Goldener Ehrenbär)
- 銀熊賞 (Silver Bear / Silberner Bär)
  - 審査員グランプリ (Jury Grand Prix - Silver Bear)
  - 監督賞 (Silver Bear for Best Director / Silberner Berliner Bär Beste Regie)
  - 主演俳優賞 - 2020年に男優賞、女優賞が廃止され、性的区別のない主演俳優賞、助演俳優賞が新設された[5]。
  - 助演俳優賞
  - 脚本賞 (Silver Bear for Best Script / Silberner Berliner Bär, Bestes Drehbuch)
  - 審査員賞（Preis der Jury - Silver Bear）
    - アルフレッド・バウアー賞 (Alfred-Bauer Prize / Alfred-Bauer Preis) - 映画祭初代ディレクターアルフレッド・バウアーの名を冠し、新しい視点を示した作品に贈られていたが、バウアーがナチス・ドイツと癒着関係であったことが発覚し、2021年から廃止された。

  - 芸術貢献賞 (Silver Bear for an outstanding artistic contribution / Silberner Berliner Bär Besondere künstlerische Leistung)
  - 特別個人貢献賞 (Silver Bear for an outstanding single achievement)
  - 音楽賞 (Silver Bear Best Film Music / Silberner Berliner Bär Beste Filmmusik) - 2007年に廃止された。
- 最優秀新人作品賞 (The Best First Feature Award / Der Preis für den Besten Erstlingsfilm) - 本賞専任の審査員 (Best First Feature Jury) によって選出される。
- 短編部門 - 本部門専任の審査員 (International Short Film Jury) によって選出される。
  - 金熊賞
  - 銀熊賞
- パノラマ観客賞 - 観客賞
- ベルリナーレ・カメラ - 功労賞
- クリスタル・ベア - 4歳以上の子どもを対象にした映画部門(Kplus)、14歳以上の青少年を対象にした映画部門(14plus)に贈られる。

### 独立賞
- ベルリン国際映画祭 FIPRESCI賞 - ベルリン国際映画祭国際映画批評家連盟賞。
- シューティング・スター賞 - 欧州の若手俳優・女優に贈られる。
- テディ賞 - LGBTを扱った映画に贈られる。
- エキュメニカル審査員賞[6]

## 日本との関わり
- 1958年 - 今井正監督『純愛物語』が銀熊賞 (監督賞)を受賞
- 1959年 - 黒澤明監督『隠し砦の三悪人』が、銀熊賞 (監督賞)を受賞
- 1963年 - 今井正監督『武士道残酷物語』が、金熊賞を受賞
- 1964年 - 今村昌平監督『にっぽん昆虫記』で、左幸子が銀熊賞 (女優賞)を受賞
- 1975年 - 熊井啓監督『サンダカン八番娼館 望郷』で、田中絹代が銀熊賞 (女優賞)を受賞
- 1976年 - 柳川武夫監督『彫る 棟方志功の世界』が短編部門（金熊賞）を受賞
- 1986年 - 篠田正浩監督『鑓の権三』が銀熊賞 (芸術貢献賞)を受賞
- 1987年 - 熊井啓監督『海と毒薬』が銀熊賞 (審査員グランプリ)を受賞
- 2000年 - 緒方明監督『独立少年合唱団』がアルフレッド・バウアー賞を受賞
- 2001年 - 東陽一監督『絵の中のぼくの村』が特別個人貢献賞を受賞
- 2002年 - 宮崎駿監督『千と千尋の神隠し』が、金熊賞を受賞
- 2008年 - 熊坂出監督『パーク アンド ラブホテル』が最優秀新人作品賞を受賞
- 2010年 - 若松孝二監督『キャタピラー』で、寺島しのぶが銀熊賞 (女優賞)を受賞
- 2012年 - 和田淳監督『グレートラビット』が短編部門（銀熊賞）を受賞
- 2014年 - 山田洋次監督『小さいおうち』で、黒木華が銀熊賞 (女優賞)を受賞[7]
- 2021年 - 濱口竜介監督『偶然と想像』が銀熊賞 (審査員グランプリ)を受賞
- 2025年 - 水尻自子監督『普通の生活』が銀熊賞（短編部門）を受賞[8]

その他の日本映画関連の受賞は、
- 本橋成一監督『アレクセイと泉』がベルリナー新聞賞・国際シネクラブ賞
- 黒澤明監督『生きる』がベルリン市政府特別賞
- 関川秀雄監督『ひろしま』が長編映画賞
- 黒澤明監督『隠し砦の三悪人』が国際映画批評家連盟賞
- 家城巳代治監督『裸の太陽』が青少年向映画賞（西ベルリン参事会賞）
- 小川紳介監督『ニッポン国・古屋敷村』が国際映画批評家連盟賞
- 原一男監督『ゆきゆきて、神軍』がカリガリ映画賞
- 山本政志監督『ロビンソンの庭』がzitty読者賞
- 勅使河原宏監督『利休』が国際アートシアター連盟賞
- 高嶺剛監督『ウンタマギルー』がカリガリ映画賞
- イワモトケンチ監督『菊池』がヴォルフガング・シュタウテ賞(最優秀新人監督賞)を受賞
- 崔洋一監督『月はどっちに出ている』が最優秀アジア映画賞
- 利重剛監督『エレファント・ソング』が最優秀アジア映画賞
- 市川準監督『東京兄妹』が国際映画批評家連盟賞
- 岩井俊二監督『undo』が最優秀アジア映画賞
- 篠崎誠監督『おかえり』がヴォルフガング・シュタウテ賞(最優秀新人監督賞)を受賞
- 新藤風監督『LOVE/JUICE』がヴォルフガング・シュタウテ賞（最優秀新人監督賞）を受賞
- 岩井俊二監督『リリイ・シュシュのすべて』が国際アートシアター連盟賞
- ヤン・ヨンヒ監督『ディア・ピョンヤン』が最優秀アジア映画賞
- 中川陽介監督『真昼ノ星空』が国際アートシアター連盟賞
- 桃井かおり監督『無花果の顔』が最優秀アジア映画賞
- 若松孝二監督『実録・連合赤軍 あさま山荘への道程』が最優秀アジア映画賞ならびに国際アートシアター連盟賞、荻上直子がザルツゲーバー賞などを受賞。
- 園子温監督『愛のむきだし』が国際映画批評家連盟賞、カリガリ映画賞
- 行定勲監督『パレード』が国際映画批評家連盟賞
- 瀬々敬久監督『ヘヴンズ ストーリー』が国際映画批評家連盟賞
- ヤン・ヨンヒ監督『かぞくのくに』が国際アートシアター連盟賞
- 今泉かおり監督『聴こえてる、ふりをしただけ』が子供向け映画を対象とした部門特別表彰
- 杉田真一監督『人の望みの喜びよ』が子供向け映画を対象とした部門特別表彰[9]
- 平林勇監督『663114』がガラスの熊賞特別賞
- 池谷薫監督『先祖になる』がエキュメニカル審査員賞
- 坂本あゆみ監督『FORMA』がフォーラム部門で国際映画批評家連盟賞[10]
- 行定勲監督『リバースエッジ』が国際映画批評家連盟賞
- 荻上直子監督『彼らが本気で編むときは、』がテディ賞審査員特別賞
- HIKARI監督『37セカンズ』がパノラマ部門の観客賞及び国際アートシアター連盟賞
- 長久允監督『WE ARE LITTLE ZOMBIES』がガラスの熊賞特別賞
- 想田和弘監督『精神0』がエキュメニカル審査員賞
- 諏訪敦彦監督『風の電話』がガラスの熊賞特別賞
- 和田淳監督『半島の鳥』が短編部門特別表彰
- 川和田恵真監督『マイスモールランド』がアムネスティ国際映画賞スペシャルメンション
- 市川昆監督がベルリナーレ・カメラ受賞（2000年）
- 熊井啓監督がベルリナーレ・カメラ受賞（2001年）
- 松竹が会社としてベルリナーレ・カメラ受賞（2005年）
- 山田洋次監督がベルリナーレ・カメラ受賞（2010年）

## 日本作品の出品記録（2000年以降）
| 年 （授賞式）     | 作品名                                   | 監督                                         | 部門                         | 結果                                                                   |
| ----------------- | ---------------------------------------- | -------------------------------------------- | ---------------------------- | ---------------------------------------------------------------------- |
| 2000年 （第50回） | 独立少年合唱団                           | 緒方明                                       | コンペティション部門         | アルフレッド・バウアー賞受賞（緒方明）                                 |
| 2000年 （第50回） | 異邦人たち                               | スタンリー・クワン                           | コンペティション部門         | ノミネート                                                             |
| 2000年 （第50回） | ボクの、おじさん                         | 東陽一                                       | パノラマ部門                 | ノミネート                                                             |
| 2000年 （第50回） | 金融腐蝕列島〔呪縛〕                     | 原田眞人                                     | パノラマ部門                 | ノミネート                                                             |
| 2000年 （第50回） | MONDAY                                   | SABU                                         | フォーラム部門               | 国際映画批評家連盟賞受賞（SABU）                                       |
| 2000年 （第50回） | ナビィの恋                               | 中江裕司                                     | フォーラム部門               | 最優秀アジア映画賞受賞（中江裕司）                                     |
| 2000年 （第50回） | TRUTHS: A STREAM                         | 槌橋雅博                                     | フォーラム部門               | 最優秀新人監督賞特別賞受賞（槌橋雅博）                                 |
| 2000年 （第50回） | 金髪の草原                               | 犬童一心                                     | フォーラム部門               | ノミネート                                                             |
| 2000年 （第50回） | 白 THE WHITE                             | 平野勝之                                     | フォーラム部門               | ノミネート                                                             |
| 2000年 （第50回） | ホームシック                             | 水戸ひねき                                   | フォーラム部門               | ノミネート                                                             |
| 2001年 （第51回） | クロエ                                   | 利重剛                                       | コンペティション部門         | ノミネート                                                             |
| 2001年 （第51回） | 狗神 INUGAMI                             | 原田眞人                                     | コンペティション部門         | ノミネート                                                             |
| 2001年 （第51回） | 日本の黒い夏─冤罪                        | 熊井啓                                       | パノラマ部門                 | 功労賞受賞（熊井啓）                                                   |
| 2001年 （第51回） | ほとけ                                   | 辻仁成                                       | パノラマ部門                 | ノミネート                                                             |
| 2001年 （第51回） | LOVE/JUICE                               | 新藤風                                       | フォーラム部門               | 最優秀新人監督賞、国際アートシアター連盟賞受賞（新藤風）               |
| 2001年 （第51回） | 風花 kaza-hana                           | 相米慎二                                     | フォーラム部門               | ノミネート                                                             |
| 2001年 （第51回） | 連弾                                     | 竹中直人                                     | フォーラム部門               | ノミネート                                                             |
| 2001年 （第51回） | 空の穴                                   | 熊切和嘉                                     | フォーラム部門               | ノミネート                                                             |
| 2001年 （第51回） | Departure                                | 中川陽介                                     | フォーラム部門               | ノミネート                                                             |
| 2001年 （第51回） | 日本鬼子 日中15年戦争・元皇軍兵士の告白  | 松井稔                                       | フォーラム部門               | ノミネート                                                             |
| 2001年 （第51回） | NAGISA                                   | 小沼勝                                       | キンダーフィルムフェスト部門 | ガラスの熊賞受賞（小沼勝）                                             |
| 2002年 （第52回） | 千と千尋の神隠し                         | 宮崎駿                                       | コンペティション部門         | 金熊賞受賞（宮崎駿）                                                   |
| 2002年 （第52回） | KT                                       | 阪本順治                                     | コンペティション部門         | ノミネート                                                             |
| 2002年 （第52回） | リリイ・シュシュのすべて                 | 岩井俊二                                     | パノラマ部門                 | 国際アートシアター連盟賞受賞（岩井俊二）                               |
| 2002年 （第52回） | アレクセイと泉                           | 本橋成一                                     | パノラマ部門                 | ベルリナー新聞賞、国際シネクラブ賞受賞（本橋成一）                     |
| 2002年 （第52回） | GO                                       | 行定勲                                       | パノラマ部門                 | ノミネート                                                             |
| 2002年 （第52回） | 仄暗い水の底から                         | 中田秀夫                                     | パノラマ部門                 | ノミネート                                                             |
| 2002年 （第52回） | いたいふたり                             | 斎藤久志                                     | パノラマ部門                 | ノミネート                                                             |
| 2002年 （第52回） | 名前のない森                             | 青山真治                                     | フォーラム部門               | ノミネート                                                             |
| 2002年 （第52回） | 火星のカノン                             | 風間志織                                     | フォーラム部門               | ノミネート                                                             |
| 2002年 （第52回） | 修羅雪姫                                 | 佐藤信介                                     | フォーラム部門               | ノミネート                                                             |
| 2002年 （第52回） | 延安の娘                                 | 池谷薫                                       | フォーラム部門               | ノミネート                                                             |
| 2002年 （第52回） | パルムの樹                               | なかむらたかし                               | フォーラム部門               | ノミネート                                                             |
| 2003年 （第53回） | たそがれ清兵衛                           | 山田洋次                                     | コンペティション部門         | ノミネート                                                             |
| 2003年 （第53回） | ぼくんち                                 | 阪本順治                                     | パノラマ部門                 | ノミネート                                                             |
| 2003年 （第53回） | ラストシーン                             | 中田秀夫                                     | パノラマ部門                 | ノミネート                                                             |
| 2003年 （第53回） | 幸福の鐘                                 | SABU                                         | フォーラム部門               | 最優秀アジア映画賞受賞（SABU）                                         |
| 2003年 （第53回） | 小川プロ訪問記                           | 大重潤一郎                                   | フォーラム部門               | ノミネート                                                             |
| 2003年 （第53回） | 味                                       | 李纓                                         | フォーラム部門               | ノミネート                                                             |
| 2004年 （第54回） | 赤目四十八瀧心中未遂                     | 荒戸源次郎                                   | パノラマ部門                 | ノミネート                                                             |
| 2004年 （第54回） | The Fuccon Family                        | 石橋義正                                     | パノラマ部門                 | ノミネート                                                             |
| 2004年 （第54回） | きょうのできごと a day on the planet     | 行定勲                                       | パノラマ部門                 | ノミネート                                                             |
| 2004年 （第54回） | ニワトリはハダシだ                       | 森﨑東                                       | フォーラム部門               | ノミネート                                                             |
| 2004年 （第54回） | 着信アリ                                 | 三池崇史                                     | フォーラム部門               | ノミネート                                                             |
| 2004年 （第54回） | ハードラックヒーロー                     | SABU                                         | フォーラム部門               | ノミネート                                                             |
| 2004年 （第54回） | バーバー吉野                             | 荻上直子                                     | キンダーフィルムフェスト部門 | ガラスの熊賞特別賞受賞（荻上直子）                                     |
| 2005年 （第55回） | 隠し剣 鬼の爪                            | 山田洋次                                     | コンペティション部門         | ノミネート                                                             |
| 2005年 （第55回） | 太陽                                     | アレクサンドル・ソクーロフ                   | コンペティション部門         | ノミネート                                                             |
| 2005年 （第55回） | 理由                                     | 大林宣彦                                     | パノラマ部門                 | ノミネート                                                             |
| 2005年 （第55回） | 真昼ノ星空                               | 中川陽介                                     | フォーラム部門               | 国際アートシアター連盟賞受賞（中川陽介）                               |
| 2005年 （第55回） | 山中常盤 牛若丸と常盤御前 母と子の物語   | 羽田澄子                                     | フォーラム部門               | ノミネート                                                             |
| 2005年 （第55回） | せかいのおわり                           | 風間志織                                     | フォーラム部門               | ノミネート                                                             |
| 2005年 （第55回） | 花とアリス                               | 岩井俊二                                     | ジェネレーション部門         | ノミネート                                                             |
| 2005年 （第55回） | 千年火                                   | 瀬木直貴                                     | ジェネレーション部門         | ノミネート                                                             |
| 2005年 （第55回） | KAMATAKI -窯焚-                          | クロード・ガニオン                           | ジェネレーション14プラス部門 | ガラスの熊賞特別賞受賞（クロード・ガニオン）                           |
| 2006年 （第56回） | 46億年の恋                               | 三池崇史                                     | パノラマ部門                 | ノミネート                                                             |
| 2006年 （第56回） | 疾走                                     | SABU                                         | パノラマ部門                 | ノミネート                                                             |
| 2006年 （第56回） | ディア・ピョンヤン                       | ヤン・ヨンヒ                                 | フォーラム部門               | 最優秀アジア映画賞受賞（ヤン・ヨンヒ）                                 |
| 2006年 （第56回） | Strange Circus 奇妙なサーカス            | 園子温                                       | フォーラム部門               | ベルリナー・ツァイトゥング紙・新聞読者賞受賞（園子温）                 |
| 2006年 （第56回） | BIG RIVER                                | 舩橋淳                                       | フォーラム部門               | ノミネート                                                             |
| 2006年 （第56回） | ぼくらはもう帰れない                     | 藤原敏史                                     | フォーラム部門               | ノミネート                                                             |
| 2007年 （第57回） | THE JAPANESE TRADITION 日本の形 謝罪     | 小林賢太郎、小島淳二                         | 短編コンペティション部門     | ノミネート                                                             |
| 2007年 （第57回） | 武士の一分                               | 山田洋次                                     | パノラマ部門                 | ノミネート                                                             |
| 2007年 （第57回） | 無花果の顔                               | 桃井かおり                                   | フォーラム部門               | 最優秀アジア映画賞受賞（桃井かおり）                                   |
| 2007年 （第57回） | カインの末裔                             | 奥秀太郎                                     | フォーラム部門               | ノミネート                                                             |
| 2007年 （第57回） | 鉄コン筋クリート                         | マイケル・アリアス                           | ジェネレーション14プラス部門 | ノミネート                                                             |
| 2007年 （第57回） | さくらん                                 | 蜷川実花                                     | コンペティション外           | N/A                                                                    |
| 2008年 （第58回） | 母べえ                                   | 山田洋次                                     | コンペティション部門         | ノミネート                                                             |
| 2008年 （第58回） | めがね                                   | 荻上直子                                     | パノラマ部門                 | マンフレート・ザルツゲーバー賞（荻上直子）                             |
| 2008年 （第58回） | 初戀 Hatsu-Koi                           | 今泉浩一                                     | パノラマ部門                 | ノミネート                                                             |
| 2008年 （第58回） | パーク アンド ラブホテル                 | 熊坂出                                       | フォーラム部門               | 最優秀新人作品賞受賞（熊坂出）                                         |
| 2008年 （第58回） | 実録・連合赤軍 あさま山荘への道程        | 若松孝二                                     | フォーラム部門               | 最優秀アジア映画賞、国際アートシアター連盟賞受賞（若松孝二）           |
| 2008年 （第58回） | ひぐらし                                 | 廣末哲万                                     | フォーラム部門               | ノミネート                                                             |
| 2008年 （第58回） | むすんでひらいて                         | 高橋泉                                       | フォーラム部門               | ノミネート                                                             |
| 2009年 （第59回） | ぐるりのこと。                           | 橋口亮輔                                     | パノラマ部門                 | ノミネート                                                             |
| 2009年 （第59回） | 愛のむきだし                             | 園子温                                       | フォーラム部門               | 国際映画批評家連盟賞、カリガリ賞受賞（園子温）                         |
| 2009年 （第59回） | 精神                                     | 想田和弘                                     | フォーラム部門               | ノミネート                                                             |
| 2009年 （第59回） | 無防備                                   | 市井昌秀                                     | フォーラム部門               | ノミネート                                                             |
| 2009年 （第59回） | 谷中暮色                                 | 舩橋淳                                       | フォーラム部門               | ノミネート                                                             |
| 2009年 （第59回） | そらそい                                 | 石井克人、三木俊一郎、オースミユーカ         | ジェネレーション14プラス部門 | ノミネート                                                             |
| 2010年 （第60回） | キャタピラー                             | 若松孝二                                     | コンペティション部門         | 女優賞受賞（寺島しのぶ）                                               |
| 2010年 （第60回） | aramaki                                  | 平林勇                                       | 短編コンペティション部門     | ノミネート                                                             |
| 2010年 （第60回） | 赤い森の歌                               | 泉原昭人                                     | 短編コンペティション部門     | ノミネート                                                             |
| 2010年 （第60回） | パレード                                 | 行定勲                                       | パノラマ部門                 | 国際映画批評家連盟賞受賞（行定勲）                                     |
| 2010年 （第60回） | ゴールデンスランバー                     | 中村義洋                                     | パノラマ部門                 | ノミネート                                                             |
| 2010年 （第60回） | 川の底からこんにちは                     | 石井裕也                                     | フォーラム部門               | ノミネート                                                             |
| 2010年 （第60回） | ケンタとジュンとカヨちゃんの国           | 大森立嗣                                     | フォーラム部門               | ノミネート                                                             |
| 2010年 （第60回） | 京都太秦物語                             | 山田洋次、阿部勉                             | フォーラム部門               | ノミネート                                                             |
| 2010年 （第60回） | 蟹工船                                   | SABU                                         | フォーラム部門               | ノミネート                                                             |
| 2010年 （第60回） | 愛しきソナ                               | ヤン・ヨンヒ                                 | フォーラム部門               | ノミネート                                                             |
| 2010年 （第60回） | ユキとニナ                               | 諏訪敦彦                                     | ジェネレーション部門         | ノミネート                                                             |
| 2010年 （第60回） | 宇宙ショーへようこそ                     | 舛成孝二                                     | ジェネレーション部門         | ノミネート                                                             |
| 2010年 （第60回） | サマーウォーズ                           | 細田守                                       | ジェネレーション14プラス部門 | ノミネート                                                             |
| 2010年 （第60回） | いもうと                                 | 山田洋次                                     | コンペティション外           | 功労賞受賞（山田洋次）                                                 |
| 2011年 （第61回） | PLANET Z                                 | 瀬戸桃子                                     | 短編コンペティション部門     | ノミネート                                                             |
| 2011年 （第61回） | 白夜行                                   | 深川栄洋                                     | パノラマ部門                 | ノミネート                                                             |
| 2011年 （第61回） | ヴァンパイア                             | 岩井俊二                                     | パノラマ部門                 | ノミネート                                                             |
| 2011年 （第61回） | ヘヴンズ ストーリー                      | 瀬々敬久                                     | フォーラム部門               | 国際映画批評家連盟賞、最優秀アジア映画賞受賞（瀬々敬久）               |
| 2011年 （第61回） | 家族X                                    | 吉田光希                                     | フォーラム部門               | ノミネート                                                             |
| 2011年 （第61回） | 世界グッドモーニング!!                   | 廣原暁                                       | フォーラム部門               | ノミネート                                                             |
| 2011年 （第61回） | FIT                                      | 廣末哲万                                     | フォーラム部門               | ノミネート                                                             |
| 2011年 （第61回） | くちゃお                                 | 奥田昌輝                                     | ジェネレーション14プラス部門 | ノミネート                                                             |
| 2011年 （第61回） | ハックニーの子守歌                       | 三宅響子                                     | タレント・キャンパス部門     | ベルリン・トゥデイ賞受賞（三宅響子）                                   |
| 2011年 （第61回） | 飯と乙女                                 | 栗村実                                       | キュリナリー・シネマ部門     | N/A                                                                    |
| 2012年 （第62回） | グレート・ラビット                       | 和田淳                                       | 短編コンペティション部門     | 銀熊賞（短編部門）受賞（和田淳）                                       |
| 2012年 （第62回） | 渦潮                                     | 川本直人                                     | 短編コンペティション部門     | ノミネート                                                             |
| 2012年 （第62回） | リリタアル                               | 泉原昭人                                     | 短編コンペティション部門     | ノミネート                                                             |
| 2012年 （第62回） | レンタネコ                               | 荻上直子                                     | パノラマ部門                 | ノミネート                                                             |
| 2012年 （第62回） | かぞくのくに                             | ヤン・ヨンヒ                                 | フォーラム部門               | 国際アートシアター連盟賞受賞（ヤン・ヨンヒ）                           |
| 2012年 （第62回） | 恋に至る病                               | 木村承子                                     | フォーラム部門               | ノミネート                                                             |
| 2012年 （第62回） | Friends after 3.11 劇場版                | 岩井俊二                                     | フォーラム部門               | ノミネート                                                             |
| 2012年 （第62回） | フタバから遠く離れて                     | 舩橋淳                                       | フォーラム部門               | ノミネート                                                             |
| 2012年 （第62回） | 無人地帯                                 | 藤原敏史                                     | フォーラム部門               | ノミネート                                                             |
| 2012年 （第62回） | きこえてる、ふりをしただけ               | 今泉かおり                                   | ジェネレーション部門         | ガラスの熊賞特別賞受賞（今泉かおり）                                   |
| 2012年 （第62回） | 663114                                   | 平林勇                                       | ジェネレーション14プラス部門 | ガラスの熊賞特別賞受賞（平林勇）                                       |
| 2013年 （第63回） | 無言の乗客                               | 仲本拡史                                     | 短編コンペティション部門     | ノミネート                                                             |
| 2013年 （第63回） | 定常と非定常との狭間                     | 津谷昌弘                                     | 短編コンペティション部門     | ノミネート                                                             |
| 2013年 （第63回） | 渦汐                                     | 川本直人                                     | 短編コンペティション部門     | ノミネート                                                             |
| 2013年 （第63回） | 先祖になる                               | 池谷薫                                       | フォーラム部門               | エキュメニカル審査員賞特別賞受賞（池谷薫）                             |
| 2013年 （第63回） | くじらのまち                             | 鶴岡慧子                                     | フォーラム部門               | ノミネート                                                             |
| 2013年 （第63回） | 桜並木の満開の下に                       | 舩橋淳                                       | フォーラム部門               | ノミネート                                                             |
| 2013年 （第63回） | チチを撮りに                             | 中野量太                                     | ジェネレーション14プラス部門 | ノミネート                                                             |
| 2013年 （第63回） | Ninja & Soldier                          | 平林勇                                       | ジェネレーション14プラス部門 | ノミネート                                                             |
| 2013年 （第63回） | 東京家族                                 | 山田洋次                                     | コンペティション外           | N/A                                                                    |
| 2014年 （第64回） | 小さいおうち                             | 山田洋次                                     | コンペティション部門         | 女優賞受賞（黒木華）                                                   |
| 2014年 （第64回） | かまくら                                 | 水尻自子                                     | 短編コンペティション部門     | ノミネート                                                             |
| 2014年 （第64回） | WONDER                                   | 水江未来                                     | 短編コンペティション部門     | ノミネート                                                             |
| 2014年 （第64回） | 家路                                     | 久保田直                                     | パノラマ部門                 | ノミネート                                                             |
| 2014年 （第64回） | FORMA                                    | 坂本あゆみ                                   | フォーラム部門               | 国際映画批評家連盟賞受賞（坂本あゆみ）                                 |
| 2014年 （第64回） | 人の望みの喜びよ                         | 杉田真一                                     | ジェネレーション部門         | ガラスの熊賞特別賞受賞（杉田真一）                                     |
| 2014年 （第64回） | rhizome:リゾーム                         | 大須賀政裕                                   | ジェネレーション14プラス部門 | ノミネート                                                             |
| 2014年 （第64回） | SOLTION                                  | 平林勇                                       | ジェネレーション14プラス部門 | ノミネート                                                             |
| 2014年 （第64回） | 武士の献立                               | 朝間義隆                                     | コンペティション外           | N/A                                                                    |
| 2015年 （第65回） | 天の茶助                                 | SABU                                         | コンペティション部門         | ノミネート                                                             |
| 2015年 （第65回） | PLANET Σ                                 | 瀬戸桃子                                     | 短編コンペティション部門     | アウディ短編映画賞受賞（瀬戸桃子）                                     |
| 2015年 （第65回） | 幕 Maku                                  | 水尻自子                                     | 短編コンペティション部門     | ノミネート                                                             |
| 2015年 （第65回） | リベリアの白い血                         | 福永壮志                                     | パノラマ部門                 | ノミネート                                                             |
| 2015年 （第65回） | 水の声を聞く                             | 山本政志                                     | フォーラム部門               | ノミネート                                                             |
| 2015年 （第65回） | フタバから遠く離れて 第二部              | 舩橋淳                                       | フォーラム部門               | ノミネート                                                             |
| 2015年 （第65回） | ダリ―・マルサン                          | 高橋泉                                       | フォーラム部門               | ノミネート                                                             |
| 2015年 （第65回） | ワンダフルワールドエンド                 | 松居大悟                                     | ジェネレーション部門         | ノミネート                                                             |
| 2015年 （第65回） | リトル・フォレスト                       | 森淳一                                       | キュリナリー・シネマ部門     | N/A                                                                    |
| 2016年 （第66回） | Vita Lakamaya                            | 泉原昭人                                     | 短編コンペティション部門     | ノミネート                                                             |
| 2016年 （第66回） | フクシマ・モナムール                     | ドーリス・デリエ                             | パラノマ部門                 | 国際アートシアター連盟賞、ハイナー・カーロウ賞受賞（ドーリス・デリエ） |
| 2016年 （第66回） | 女が眠る時                               | ウェイン・ワン                               | パラノマ部門                 | ノミネート                                                             |
| 2016年 （第66回） | あるみち                                 | 杉本大地                                     | フォーラム部門               | ノミネート                                                             |
| 2016年 （第66回） | 火 Hee                                   | 桃井かおり                                   | フォーラム部門               | ノミネート                                                             |
| 2016年 （第66回） | クリーピー 偽りの隣人                    | 黒沢清                                       | コンペティション外           | N/A                                                                    |
| 2017年 （第67回） | Mr.Long/ミスター・ロン                   | SABU                                         | コンペティション部門         | ノミネート                                                             |
| 2017年 （第67回） | 彼らが本気で編むときは、                 | 荻上直子                                     | パノラマ部門                 | テディ賞審査員特別賞受賞（荻上直子）                                   |
| 2017年 （第67回） | 映画 夜空はいつでも最高密度の青色だ      | 石井裕也                                     | フォーラム部門               | ノミネート                                                             |
| 2017年 （第67回） | 三つの光                                 | 吉田光希                                     | フォーラム部門               | ノミネート                                                             |
| 2017年 （第67回） | The Foolish Bird                         | 大塚竜治                                     | ジェネレーション部門         | ガラスの熊賞特別賞受賞（大塚竜治）                                     |
| 2018年 （第68回） | リバース・エッジ                         | 行定勲                                       | パノラマ部門                 | 国際映画批評家連盟賞受賞（行定勲）                                     |
| 2018年 （第68回） | 予兆 散歩する侵略者                      | 黒沢清                                       | パノラマ部門                 | ノミネート                                                             |
| 2018年 （第68回） | 港町                                     | 想田和弘                                     | フォーラム部門               | ノミネート                                                             |
| 2018年 （第68回） | あみこ                                   | 山中瑤子                                     | フォーラム部門               | ノミネート                                                             |
| 2018年 （第68回） | わたしたちの家                           | 清原惟                                       | フォーラム部門               | ノミネート                                                             |
| 2018年 （第68回） | Blue Wind Blows                          | 富名哲也                                     | ジェネレーション部門         | ノミネート                                                             |
| 2018年 （第68回） | 坂本龍一 PERFORMANCE IN NEW YORK : async | スティーブン・ノムラ・シブル                 | コンペティション外           | N/A                                                                    |
| 2018年 （第68回） | 家族のレシピ                             | エリック・クー                               | キュリナリー・シネマ部門     | N/A                                                                    |
| 2019年 （第69回） | 37セカンズ                               | HIKARI                                       | パノラマ部門                 | パノラマ観客賞、国際アートシアター連盟賞受賞（HIKARI）                 |
| 2019年 （第69回） | きみの鳥はうたえる                       | 三宅唱                                       | フォーラム部門               | ノミネート                                                             |
| 2019年 （第69回） | WE ARE LITTLE ZOMBIES                    | 長久允                                       | ジェネレーション14プラス部門 | ガラスの熊賞特別賞受賞（長久允）                                       |
| 2019年 （第69回） | Leaking Life                             | 林俊作                                       | ジェネレーション14プラス部門 | ノミネート                                                             |
| 2019年 （第69回） | コンプリシティ/優しい共犯                | 近浦啓                                       | キュリナリー・シネマ部門     | N/A                                                                    |
| 2020年 （第70回） | 仕事と日（塩尻たよこと塩谷の谷間で)      | C・W・ウィンター、アンダース・エドストローム | エンカウンターズ部門         | グランプリ受賞（C・W・ウィンター、アンダース・エドストローム）         |
| 2020年 （第70回） | 精神0                                    | 想田和弘                                     | フォーラム部門               | エキュメニカル審査員賞受賞（想田和弘）                                 |
| 2020年 （第70回） | 風の電話                                 | 諏訪敦彦                                     | ジェネレーション14プラス部門 | ガラスの熊賞特別賞受賞（諏訪敦彦）                                     |
| 2021年 （第71回） | 偶然と想像                               | 濱口竜介                                     | コンペティション部門         | 銀熊賞（審査員グランプリ）受賞（濱口竜介）                             |
| 2021年 （第71回） | 由宇子の天秤                             | 春本雄二郎                                   | フォーラム部門               | ノミネート                                                             |
| 2022年 （第72回） | 半島の鳥                                 | 和田淳                                       | 短編コンペティション部門     | 特別賞受賞（和田淳）                                                   |
| 2022年 （第72回） | ケイコ 目を澄ませて                      | 三宅唱                                       | エンカウンターズ部門         | ノミネート                                                             |
| 2022年 （第72回） | バブル                                   | 荒木哲郎                                     | ジェネレーション部門         | ノミネート                                                             |
| 2022年 （第72回） | マイスモールランド                       | 川和田恵真                                   | ジェネレーション14プラス部門 | アムネスティ国際映画賞特別賞受賞（川和田恵真）                         |
| 2023年 （第73回） | すずめの戸締まり                         | 新海誠                                       | コンペティション部門         | ノミネート                                                             |
| 2023年 （第73回） | 石がある                                 | 太田達成                                     | フォーラム部門               | ノミネート                                                             |
| 2023年 （第73回） | すべての夜を思いだす                     | 清原惟                                       | フォーラム部門               | ノミネート                                                             |
| 2023年 （第73回） | ＃マンホール                             | 熊切和嘉                                     | コンペティション外           | N/A                                                                    |
| 2024年 （第74回） | カワウソ                                 | 泉原昭人                                     | 短編コンペティション部門     | ノミネート                                                             |
| 2024年 （第74回） | 夜明けのすべて                           | 三宅唱                                       | フォーラム部門               | ノミネート                                                             |
| 2024年 （第74回） | 五香宮の猫                               | 想田和弘                                     | フォーラム部門               | ノミネート                                                             |
| 2025年 （第75回） | 普通の生活                               | 水尻自子                                     | 短編コンペティション部門     | 銀熊賞（短編部門）受賞（水尻自子）                                     |
| 2025年 （第75回） | ミックスモダン                           | 藤原稔三                                     | パノラマ部門                 | ノミネート                                                             |
| 2025年 （第75回） | Underground アンダーグラウンド           | 小田香                                       | フォーラム部門               | ノミネート                                                             |
| 2025年 （第75回） | 海辺へ行く道                             | 横浜聡子                                     | ジェネレーションKプラス部門  | 特別賞受賞（横浜聡子）                                                 |

## ギャラリー

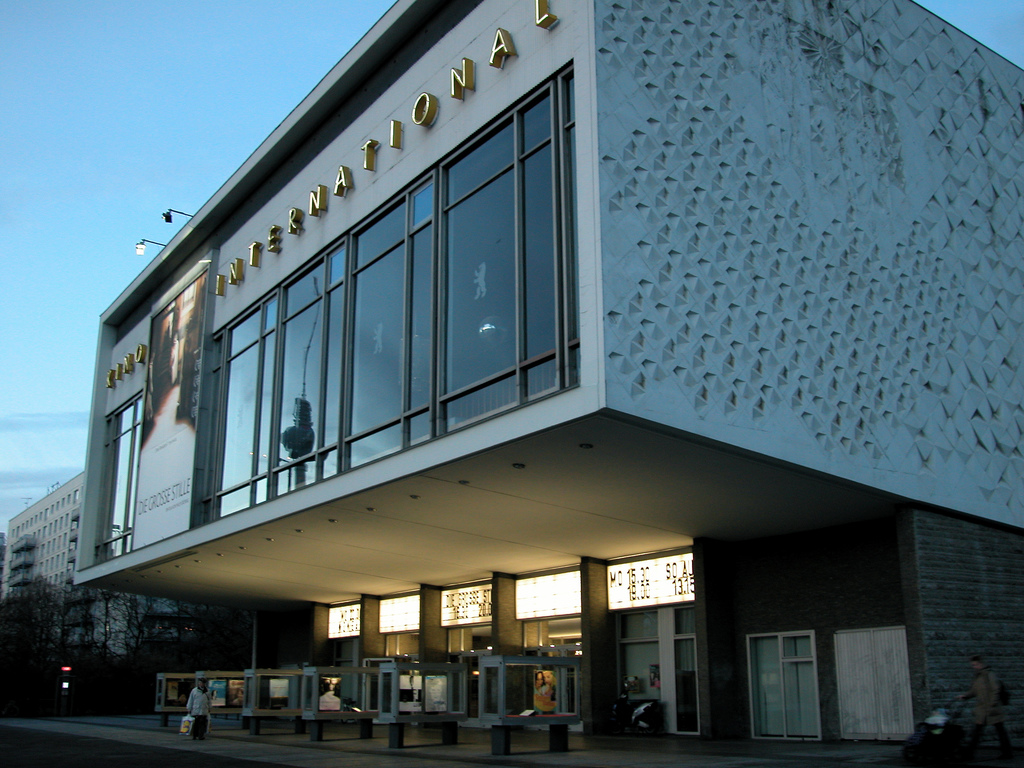
Kino International
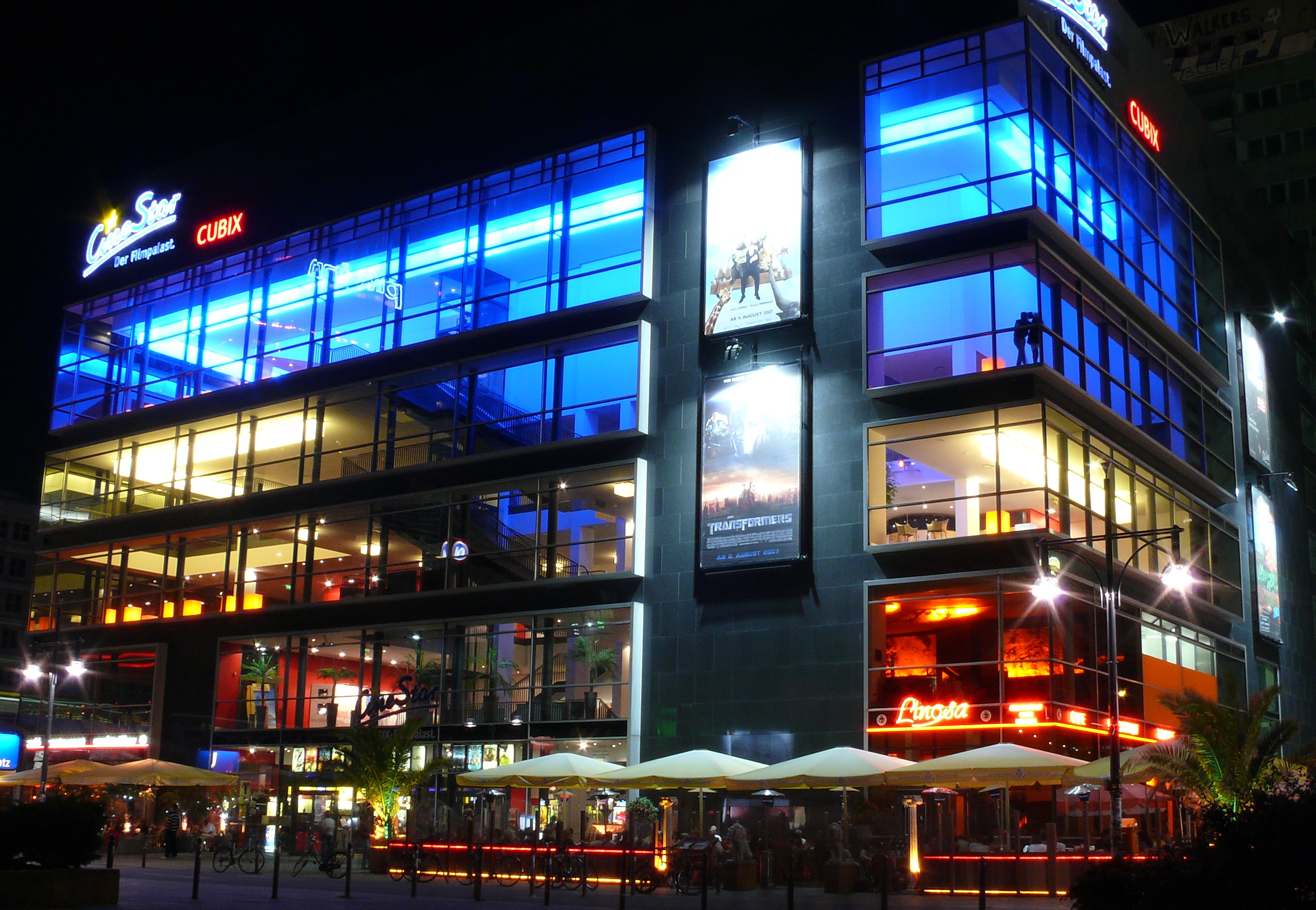
Cubix Kino
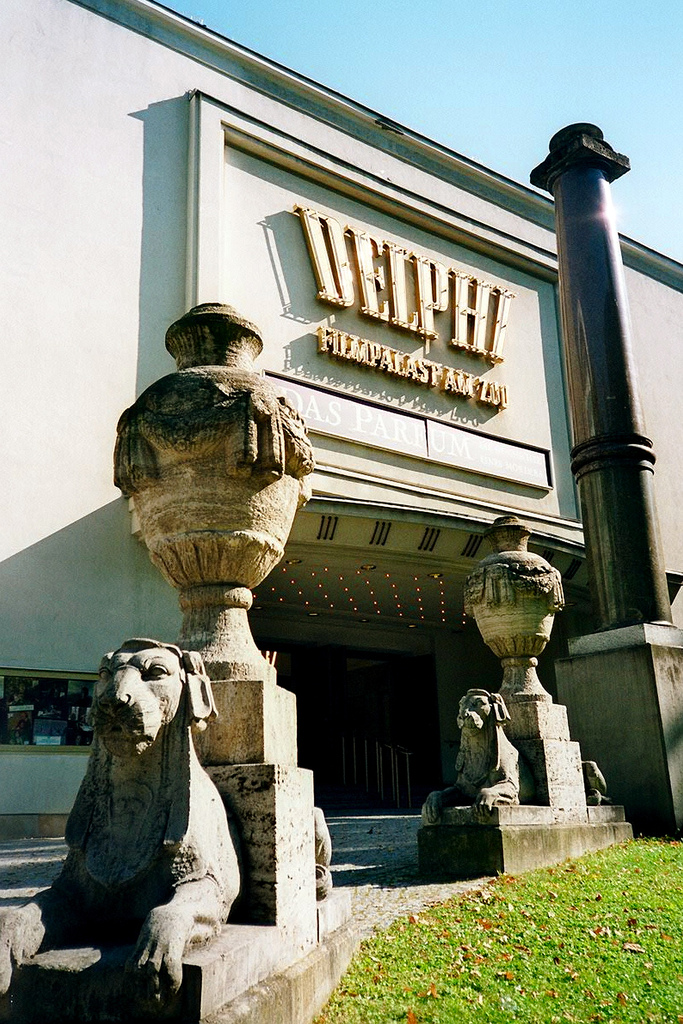
Delphi Filmpalast
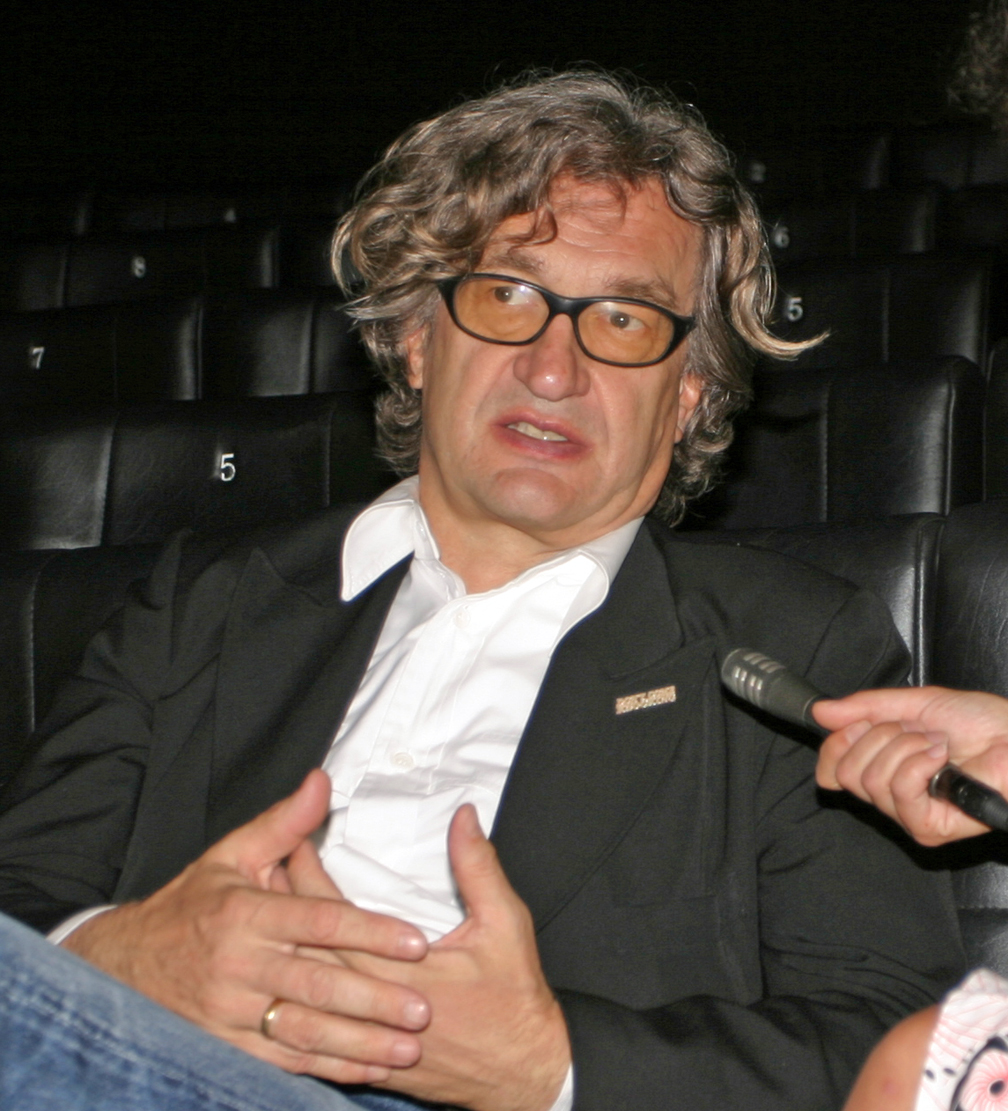
ヴィム・ヴェンダース
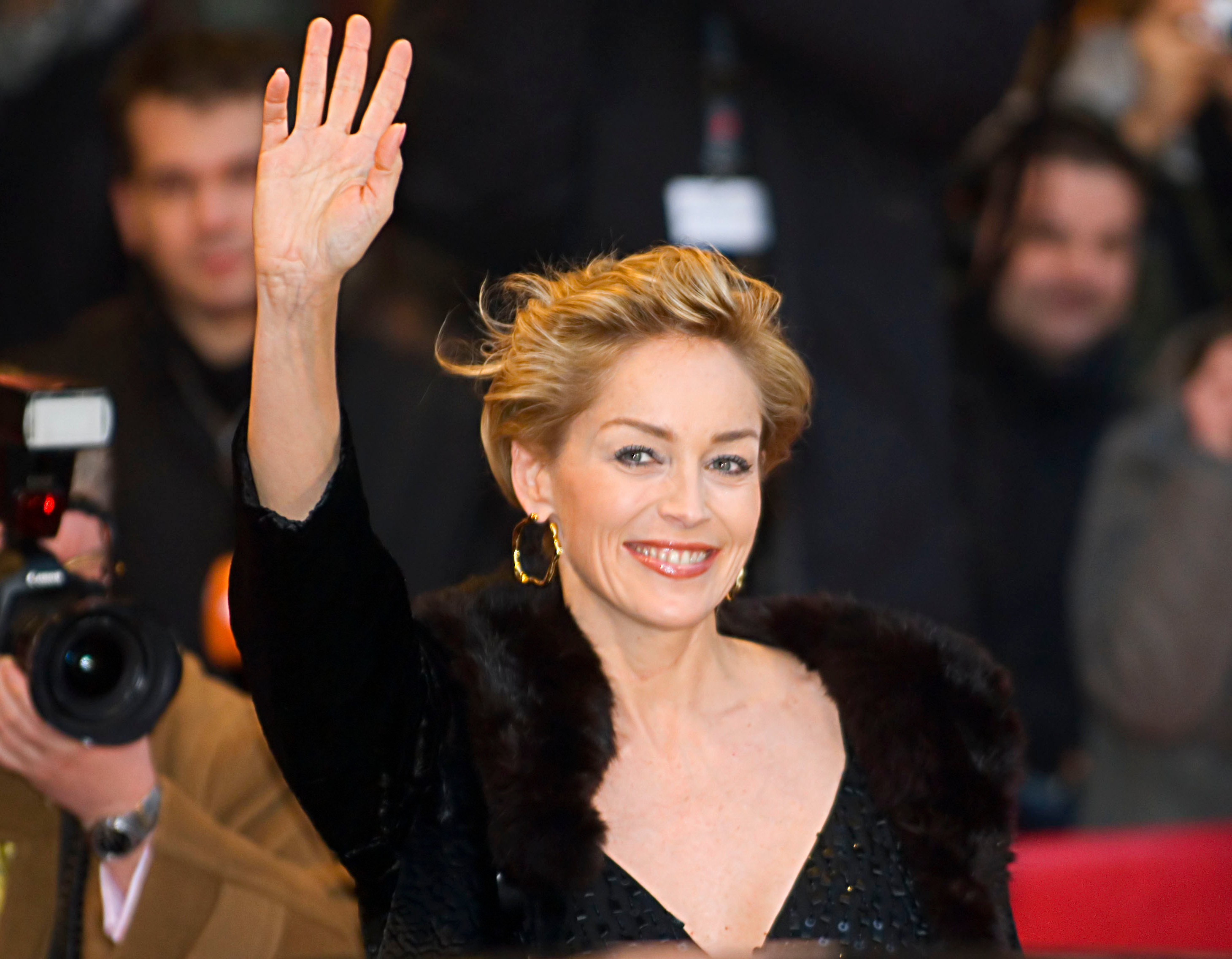
シャロン・ストーン
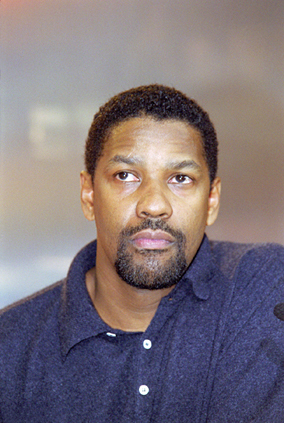
デンゼル・ワシントン